# Didier Merchan
Didier Norberto Merchán Cardona (Líbano, 26 juli 1999) is een Colombiaanse wielrenner die in 2022 als beroepsrenner uitkwam voor het Italiaanse Drone Hopper-Androni Giocattoli.
In het seizoen voor zijn overstap naar de beroepsrenners won Merchán de Giro del Medio Brenta. In zijn eerste etappekoers voor Drone Hopper-Androni Giocatolli won Merchán meteen een etappe in de Venezolaanse wedstrijd Ronde van Táchira.

## Overwinningen
2021
Giro del Medio Brenta
2022
8e etappe Ronde van Táchira

## Resultaten in voornaamste wedstrijden
|      | \| Jaar \| Milaan-San Remo \| \| ---- \| --------------- \| \| 2022 \| opgave \| |
| Jaar | Milaan-San Remo                                                                  |
| 2022 | opgave                                                                           |

## Ploegen
2020 –  Colombia Tierra de Atletas-GW Bicicletas
2021 –  Colombia Tierra de Atletas-GW Bicicletas
2022 –  Drone Hopper-Androni Giocattoli
2023 –  GW Shimano-Sidermec
Alba · Bais · Benedetti · Bisolti · Cepeda (tot 31/7) · Chirico · Grosu · Holther · Marchiori · Marengo · Merchan · Muñoz · Piccolo (vanaf 24/6 tot 31/7) · Ponomar · Ravanelli · Restrepo · Rojas · Sepúlveda · Tagliani · Tesfatsion · Umba · Vigo · Zardini · Zurita